# Kirill Lavrov
Kirill Yuryevich Lavrov (São Petersburgo, 15 de setembro de 1925 – São Petersburgo, 27 de abril de 2007) foi um ator e diretor de teatro e cinema russo.

## Filmografia

### Ator
- 1929: Tretya molodost (sem créditos)
- 1955: Zvyozdy na krylyakh (sem créditos)
- 1955: Vasyok Trubachyov and His Comrades
- 1956: Maksim Perepelitsa (sem créditos)
- 1956: The Quarrel in Lukashi
- 1958: Andreyka como Viktor Zvonkov
- 1958: V dni oktyabrya como Vasya
- 1959: Ssora v Lukashakh
- 1960: Povest o molodozhyonakh
- 1960: Domoy
- 1961: Devchonka, s kotoroy ya druzhil como Grigori Streltsov
- 1963: Ulitsa Nyutona, dom 1 como Timifey Suvernev (voz)
- 1964: The Alive and the Dead (em russo:  Живые и мертвые) como Ivan Sintsov
- 1965: Verte mne, lyudi como Aleksey Vasilyevich Lapin - Kornev
- 1966: A Long Happy Life como Victor
- 1967: Shtrikhi k portretu
- 1969: The Brothers Karamazov como Ivan
- 1969: Vozmezdie como Ivan Sinzov
- 1969: Nashi znakomyye como Leonid Skvortsov
- 1969: Pravdu! Nichego, krome pravdy! como Narrador
- 1969: Neitralnye vody
- 1970: Tchaikovsky como Władysław Pachulski
- 1970: Lyubov Yarovaya (em russo:  Любовь Яровая) como Fyodor Shvandya
- 1972: Taming of the Fire como Andrei Bashkirtsev
- 1972: Khod beloy korolevy como Stepan Chudinov
- 1974: Ocean como Admiral Minichyov
- 1975: Eshchyo ne vecher como Andrey Pavlov
- 1976: Povest o chelovecheskom serdtse como Oleg Somov
- 1976: Trust (em russo:  Доверие) como Lenin
- 1977: A Declaration of Love (em russo:  Объяснение в любви) como Gladishev
- 1978: Obratnaya svyaz como Vladimir Borisovich Okunev
- 1978: A Hunting Accident como Count Karneyev
- 1978: Obyasneniye v lyubvi como Gladishev
- 1979: Yaroslavna, koroleva Frantsii
- 1979: A Glass of Water (TV Movie) como Henry St. John
- 1980: Puteshestvie v drugoy gorod como Sergey Kirillov
- 1981: 20 December como Wlodziemierz Lenin
- 1981: Na Granatovykh ostrovakh
- 1982: Journey to Another Town
- 1982: Karakumy, 45 v teni
- 1983: Highway (em russo:  Магистраль) como Urzhumov
- 1983: From the Life of a Chief of the Criminal Police como Col. Malych Ivan Konstantinovich
- 1983: Probuzhdenie
- 1983: Ekho dalnego vzryva
- 1984: Preferans po Pyatnitsam
- 1985: Taynaya progulka como Valeri Stepanovich
- 1985: Tri protsenta riska
- 1985: S yubileem podozhdem
- 1986: Red Arrow como CEO Valeri Petrovich Kropotov
- 1988: Bread is a proper noun (aka.. Khleb - Imya suschestvitelnoe) (Хлеб - имя существительное) como Communist Shabatin
- 1988: Zapretnaya zona
- 1990: Blagorodnyy razboynik Vladimir Dubrovskiy
- 1991: Shkura
- 1991: Ischade ada como Governor
- 1997: Schizophrenia
- 2000: Tender Age
- 2000: Uboynaya sila (TV Series)
- 2005: The Master and Margarita (TV Mini-Series) como Pontius Pilate
- 2009: Attack on Leningrad como Radio host (último papel no filme)